# Nocohutia jamajska

Antyle z zaznaczoną na czerwono Jamajką

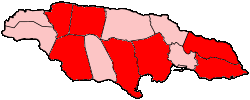
Mapa Jamajki z zaznaczonymi na czerwono regionami, w których występuje G. brownii

Nocohutia jamajska, także hutia Browna (Geocapromys brownii) – endemiczny gatunek gryzonia z rodzaju Geocapromys z rodziny hutiowatych (podrodzina: hutie (Capromyinae)) zamieszkujący górzyste, skaliste, zalesione tereny Jamajki.

## Nazewnictwo

### Nazewnictwo łacińskie
Nazwa rodzajowa Geocapromys pochodzi od trzech greckich słów: geo oznaczającego Ziemię, capro (dzik) oraz mys znaczącego „mysz” i odnosi się do – wyjątkowego w odniesieniu do pokrewnych Capromys – naziemnego trybu życia. Aluzja do dzików wynika z podobieństwa barwy i szorstkości sierści, a także sposobu poruszania się. Człon brownii nadany jest w celu uhonorowania irlandzkiego botanika i lekarza Patryka Browne’a, autora The Civil and Natural History of Jamaica with complete Linnaean indices (1789).

### Nazwy zwyczajowe
Geocapromys brownii jest lokalnie nazywana „górskim królikiem”. Używane równolegle inne nazwy: Indian coney czy Jamaican coney również zawierają aluzję do podobieństwa do królika (ang. coney = królicza skórka). W wydanej w 2015 roku przez Muzeum i Instytut Zoologii Polskiej Akademii Nauk publikacji „Polskie nazewnictwo ssaków świata” gatunkowi nadano nazwę nocohutia jamajska, dla rodzaju tych gryzoni przyjęto nazwę nocohutia.

## Występowanie
Nocohutia jamajska to gatunek endemiczny, żyjący na wolności wyłącznie na Jamajce.  Występowanie gatunku odnotowano w górzystych terenach w jej wschodniej i południowo-wschodniej części: na wzgórzach w regionie Saint Thomas, w górach John Crow i Górach Błękitnych w jamajskim regionie Portland, na wzgórzach Red Hills (od Crofts Hill do Mount Diablo oraz na Hellshire Hills), w sąsiednim regionie Saint Catherine, a dalej w stronę zachodnią aż do Harris Savannah i Braziletto Mountains w regionie Claredon. Występowanie hutii stwierdzono także w Cockpit Country w regionie Trelawny na północy wyspy, w sąsiednim regionie Saint James oraz w regionie leżącym na południowym zachodzie Jamajki – Saint Elizabeth.

### Kopalne ślady występowania nocohutii jamajskiej
Odkrycia paleontologiczne dobrze dokumentują występowanie G. brownii na Jamajce w przeszłości. Starsze źródła (1951–1952) wspominały wprawdzie tylko o dwóch lokalizacjach, gdzie odnaleziono ślady życia hutii: w Wallington Cave i Balaclava w regionie Saint Elizabeth oraz w Portland Cave w regionie Claredon. Późniejsze odkrycia wskazują na wiele innych śladów funkcjonowania nocohutii jamajskiej: w Dairy Cave koło Discovery Bay, Green Grotto koło Runway Bay i Mosley Hall Cave koło Guys Hall w regionie Saint Ann, a także w Swansea Cave i Coco Rae Cave w regionie Saint Catherine oraz w Knockavla Cave w regionie Westmoreland.
W opublikowanym w 2008 roku opracowaniu dokumentującym występowanie nocohutii jamajskiej poza Jamajką autorzy wykazali, że zwierzęta te były spotykane w przeszłości również na Kubie. Odkrycia śladów życia na tych terenach hutii z Jamajki dokonano w Arroyo del Palo – stanowisku badań śladów prekolumbijskich w prowincji Holguín. Naukowcy wnioskują, że G. brownii trafił tutaj wraz z migrującą między obydwoma wyspami miejscową ludnością.

## Charakterystyka
Nocohutia jamajska osiąga wielkość królika, jednak budowa jej ciała jest wyraźnie masywniejsza. Waży od 1 do 2 kg przy długości ciała 330 do 445 mm. Duża głowa (największa wśród gatunków należących do Geocapromys) kontrastuje z małymi uszami, łapami i ogonem. Żuchwa mocno zbudowana. Uszy pokrywa krótki meszek z dwiema kępkami dłuższych włosów po wewnętrznej ich stronie. Ogonek krótki (3,5−6,4 cm), składający się z 15 kręgów, gładko zakończony, o powierzchni łuskowatej pokrytej szczeciniastą sierścią. Od wierzchu jest czarny, od spodu brunatny. Sierść gęsta o długości 2–2,5 cm. Tułów ubarwiony od wierzchu na czerwono-brązowo, a od spodu ciemnobrązowo. Uszy przyczernione z jasną obwódką na zakończeniu. Na łapach sierść jest krótka, sztywna, w kolorze zbliżonym do czarnego. Podeszwy łap są czarne, wyposażone w lekko zaróżowione szorstkie brodawki. Pazury przytępione. Na pysku, w okolicy okołonosowej i przy oczach mają wibryssy. Na żuchwie włosy czuciowe nie występują.
| długość       | wymiar średni (w mm) | przedział (w mm) |
| ------------- | -------------------- | ---------------- |
| tułów i głowa | 410                  | 372–448          |
| ogon          | 48                   | 40–64            |
| tylne łapy    | 70                   | 60–78            |
| uszy          | 20                   | 19–21            |
| czaszka       | 81,1                 | 75,1–87          |
| kość jarzmowa | 43,7                 | 39,1–48,4        |
| diastema      | 19,6                 | 17,9–21,6        |
| żuchwa        | 55,8                 | 50,7–59,8        |

### Uzębienie
Formuła uzębienia: 1/1, 0/0, 1/1, 3/3. Żółto-pomarańczowe siekacze są mocne, zakrzywione. Przedtrzonowce mają nieco większą wysokość niż szerokość. Trzonowce cechują się wygładzonymi powierzchniami. Zewnętrzna powierzchnia zgryzu jest płaska. Górne zęby są pochylone w stronę policzków pod kątem 30°, zaś dolne pod tym samym kątem – w stronę języka. Nocohutia jamajska ma uzębienie o charakterze hypsodontycznym, co oznacza zęby o krótkich korzeniach i masywnej koronie. Pojedyncze górne zęby mają dwa fałdy na szkliwie po stronie policzkowej, zaś dolne jedną fałdę po stronie języka.

## Rozród
Większość dostępnych informacji na temat rozmnażania nocohutii jamajskiej dotyczy warunków hodowlanych, bowiem badania w tym zakresie nie były prowadzone wśród zwierząt żyjących na wolności. Samica jamajskich hutii uzyskuje dojrzałość płciową po około 365 dniach od narodzin. Najmłodsza objęta badaniami rodząca samica miała 12 miesięcy, więc dolna stwierdzona granica płodności wynosi około 242 dni. Samce najprawdopodobniej uzyskują dojrzałość płciową w wieku starszym od samic. Samice G. brownii rodzą 1–2, a sporadycznie nawet 3 razy w ciągu roku. Przy ciąży trwającej średnio 123 dni życie samicy może być więc praktycznie przez cały rok zajęte przez rozród. W niewoli rodzą statystycznie 1,49 młodych w miocie, ze średnim odstępem czasowym pomiędzy miotami rzędu 168 dni. Młode od początku są bardzo samodzielne, a już po 30 godzinach od narodzin są w stanie spożywać stały pokarm.

## Środowisko życia
Nocohutia z Jamajki nie buduje nor i tuneli w skalistym gruncie. Woli życie w otwartych przestrzeniach pokrytych wapiennymi skałami. Nocohutie jamajskie prowadzą nocne życie. Z tego powodu nie są często widywane, co w przeszłości prowadziło badaczy do błędnych wniosków, że jest to gatunek rzadki. Nocą żerują w porośniętym krzewami terenie i zniszczenia, jakie pozostawiają za sobą, nie pozostawiają wątpliwości co do liczebności. Na trasach ich nocnego żerowania pozostają resztki owoców, obgryziona kora i pozbawione liści gałęzie. Ziemia jest usłana odchodami, które funkcjonują także jako markery do oznaczenia własności terenu. Nocohutia jamajska chodzi, kołysząc się nieco, ale może biegać zaskakująco szybko. Hutie potrafią się wspinać – nawet po cienkich gałęziach. Czasem w utrzymaniu równowagi wspomagają się siekaczami, chwytając nimi za gałęzie.

## Behawior
Jamajskie nocohutie są zwierzętami stadnymi. Żyją w rodzinach liczących od 2–6, a sporadycznie nawet do 10 osobników. Badacze stwierdzili, że większe klany żyją w rozległych i niedostępnych systemach dziur i szczelin skalnych. Im rodzina mniejsza, tym dostępność jest większa, a rozległość siedzib mniejsza. W ciągu dnia stado wypoczywa wtulone w siebie nawzajem. Wówczas najlepiej można odnotować socjalny charakter ich życia. Szczególnie w zabawach i wzajemnych działaniach higienicznych. Nocohutie jamajskie komunikują się za pomocą pomrukiwania, co także jest odnotowywane jako elementy świadczące o spoistości społecznej. W sytuacji zagrożenia G. brownii zgrzytają zębami. Jeśli to nie pomaga, wydawane dźwięki przechodzą w chrząkanie i swoiste ćwierkanie.

## Żywienie w środowisku naturalnym
Nocohutie jamajskie są roślinożercami. Ich dieta składa się z traw, liści, kory drzew i nasion. W menu można znaleźć należącą do astrowatych Bidens pilosa, trawę Megathyrsus maximus, świerzbiec właściwy czy Guazuma ulmifolia z rodziny ślazowatych. Jadają także banany i pomarańcze.

## Zagrożenia
Rodzime nocohutie są na Jamajce przedmiotem częstych polowań. Ich mięso było w przeszłości przysmakiem żyjących tu Arawaków. W licznych wykopaliskach archeologicznych prowadzonych na wyspie odnajdywane są kości nocohutii jamajskich wśród skorup naczyń oraz innych sprzętów związanych z przyrządzaniem posiłków, co dokumentowało fakt, iż mięso hutii było składnikiem pożywienia lokalnej ludności w czasach prekolumbijskich. Nocohutie są także tępione jako szkodniki niszczące plantacje. Od 1945 nocohutie na Jamajce podlegają wprawdzie ochronie na podstawie Jamaica's Wildlife Protection Act, lecz na przestrzeni ostatnich 30 lat odnotowano wyraźne zmniejszenie liczebności tych zwierząt. Jest to niewątpliwie skutkiem powszechnych polowań. Wrogami nocohutii jamajskiej są mangusty, które sprowadzone przez ludzi w te rejony także przyczyniają się do zmniejszania liczebności hutii. W 1981 Jamajka wydała 4 znaczki pocztowe, które miały promować ochronę hutii.